# Ørmen
Ørmen est un village de la municipalité de Fredrikstad, en Norvège. 

## Description
Une gare ferroviaire de la ligne Østfold a été ouverte à Ørmen d'octobre 1914 à avril 1957 pour les passagers, avec une fermeture définitive en mai 1983.
Le village relevait de la commune d'Onsøy, jusqu'à la fusion de celle-ci avec les municipalités de Fredrikstad, Kråkerøy et Rolvsøy og Borge le 1er janvier 1994, sous le nom de Fredrikstad.
Le village pourrait être le « Ormen  » cité dans la chanson  Blackstar de David Bowie. Il s'agirait alors d'une référence à son amour de jeunesse, Hermione Farthingale.